# Epitonium scalare
Epitonium scalare е вид морски коремоного от семейство Epitoniidae.

## Описание
Раковините са с дължина 30 - 70 mm., тънкостенни, с 6 - 7 спирални извивки, които са напречнооребрени по своята дължина. Това е видът с най-голяма раковина от този род и се дължи на ребрата, поддържащи куполовидната черупка. Отворът на раковината е кръгъл и обримчен с ребра. Цветът е бял до лилаво сив.

## Географско разпространение
Видът обитава тропическите води на Индийския и Тихи океан – от Фиджи, южните Японски острови до Австралия и от Филипинския архипелаг до Персийския залив.

## Екологични особености
Обитава дъното на водните бъсейни на дълбочина 20 - 130 метра, заравят се в пясъка. Охлювите са хищници, хранещи се с актинии.